# آزمایش آتش‌سوزی

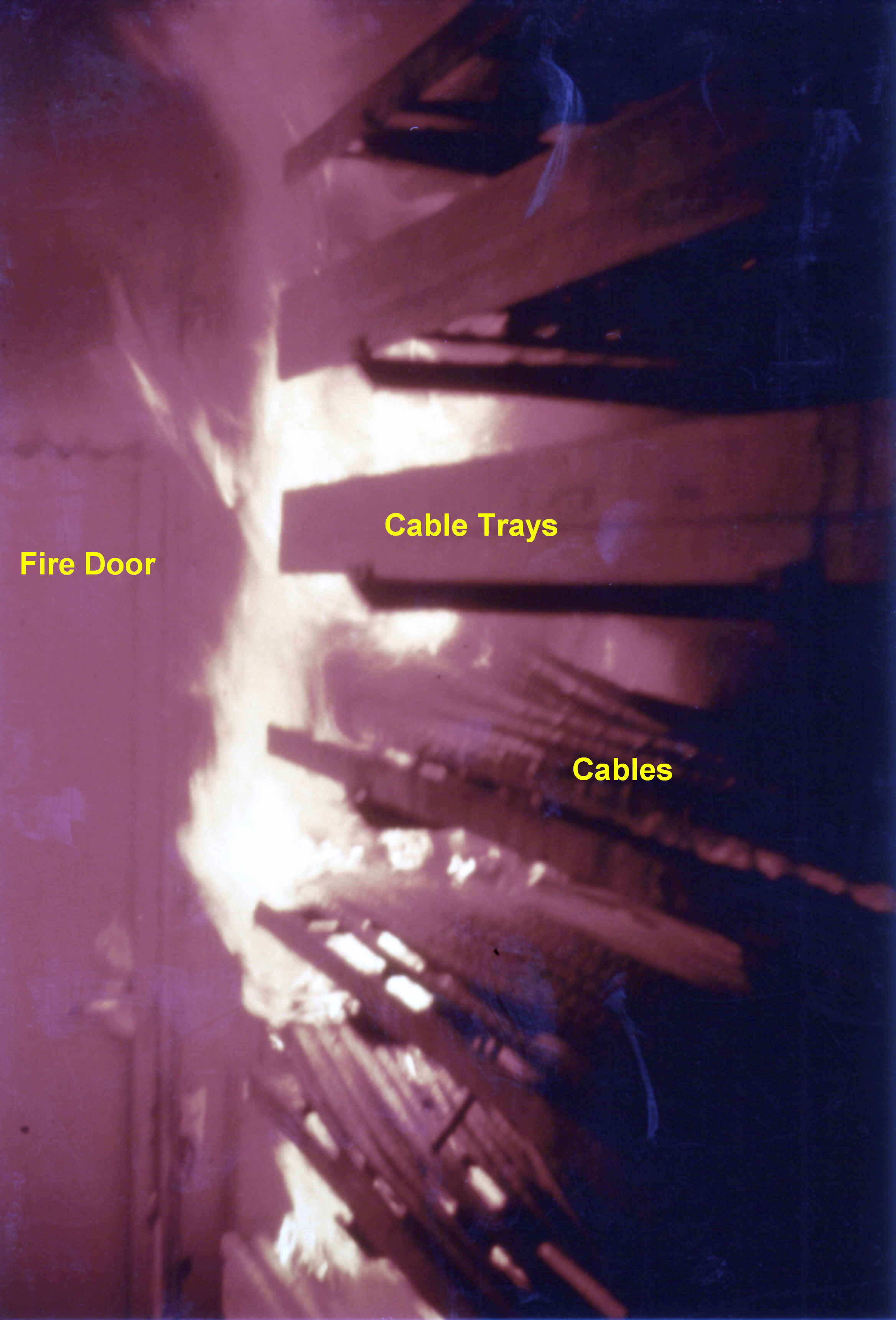
آزمایش آتش‌سوزی در سوئد، که نشان می‌دهد آتش‌سوزی به سرعت از طریق سوختن روکش‌های کابل از یک سینی کابل به سینی کابل دیگر گسترش می‌یابد.

آزمایش آتش‌سوزی روشی برای تعیین این است که آیا محصولات حفاظت در برابر آتش، حداقل معیارهای عملکرد مندرج در آیین‌نامه ساختمان یا دیگر قوانین مربوط را برآورده می‌کنند یا خیر. آزمایش‌های موفقیت‌آمیز در آزمایشگاه‌هایی که دارای اعتباربخشی ملی برای آزمایش و صدور گواهینامه هستند، منجر به صدور گواهینامه می‌شود.
اجزا و سیستم‌هایی که مشمول گواهینامه آزمایش آتش‌سوزی می‌شوند شامل دیوارها و کف‌های دارای درجه‌بندی مقاومت در برابر آتش، بست‌های درون آنها مانند پنجره‌ها، درهای ضدحریق، دمپرهای آتش، فولاد سازه‌ای و آتش‌بندها می‌شوند. آزمایش‌های آتش‌سوزی هم بر روی اقلام حفاظت فعال در برابر آتش و هم بر روی اقلام حفاظت غیرفعال در برابر آتش انجام می‌شود. آزمایش‌ها در مقیاس کامل، در مقیاس کوچک و در مقیاس آزمایشگاهی وجود دارند.
آزمایش آتش‌سوزی تمام مفاد مربوط به گواهینامه محصول را در نظر می‌گیرد.